# Lijst van voetbalinterlands Burundi - Zuid-Soedan (vrouwen)
Deze lijst van voetbalinterlands is een overzicht van alle officiële voetbalinterlands tussen de nationale vrouwenteams van Burundi en Zuid-Soedan. De landen hebben tot nu toe twee keer tegen elkaar gespeeld. 

## Wedstrijden
| № | Plaats  | Datum            | Competitie                        | Wedstrijd             | Uitslag |
| - | ------- | ---------------- | --------------------------------- | --------------------- | ------- |
| 1 | Mbagala | 20 november 2019 | Oost-Afrikaans kampioenschap 2019 | Zuid-Soedan − Burundi | 0 − 3   |
| 2 | Chamazi | 21 juni 2025     | Oost-Afrikaans kampioenschap 2025 | Zuid-Soedan − Burundi | 3 − 1   |

## Samenvatting
| Competitie                   | Totaal gespeeld | Winst Burundi | Gelijk | Winst Zuid-Soedan | Doelsaldo Burundi – Zuid-Soedan |
| ---------------------------- | --------------- | ------------- | ------ | ----------------- | ------------------------------- |
| Oost-Afrikaans kampioenschap | 2               | 1             | 0      | 1                 | 4 − 3                           |
| Totaal                       | 2               | 1             | 0      | 1                 | 4 − 3                           |